# Newbold (Wisconsin)
Newbold es un pueblo ubicado en el condado de Oneida en el estado estadounidense de Wisconsin. En el Censo de 2010 tenía una población de 2.719 habitantes y una densidad poblacional de 11,29 personas por km².

## Geografía
Newbold se encuentra ubicado en las coordenadas 45°47′2″N 89°29′45″O / 45.78389, -89.49583. Según la Oficina del Censo de los Estados Unidos, Newbold tiene una superficie total de 240.81 km², de la cual 203.04 km² corresponden a tierra firme y (15.68%) 37.77 km² es agua.

## Demografía
Según el censo de 2010, había 2.719 personas residiendo en Newbold. La densidad de población era de 11,29 hab./km². De los 2.719 habitantes, Newbold estaba compuesto por el 97.61% blancos, el 0.26% eran afroamericanos, el 0.44% eran amerindios, el 0.22% eran asiáticos, el 0% eran isleños del Pacífico, el 0.37% eran de otras razas y el 1.1% pertenecían a dos o más razas. Del total de la población el 1.25% eran hispanos o latinos de cualquier raza.